# Mega Top 50
Mega Top 50 är en hitlista och ett radioprogram på 3FM i Nederländerna. Det startade som Hilversum 3 Top 30 1969. Namnet ändrade till Daverende Dertig 1971, Nationale Hitparade 1974, och Mega Top 50 1993. Musiklisten är sammanställd från försäljsiffrorna, airplay och streaming. Från augusti 2018 presenterar Olivier Bakker ett radioprogram. I september 2019 har namnet ändrats i Mega Top 30. Till maj 2004 har Mega Top 30 samma historia som Single Top 100.

## Böcker
| År   | Titel                                      | Författare                         | Innehåll                                                                         | ISBN               |
| ---- | ------------------------------------------ | ---------------------------------- | -------------------------------------------------------------------------------- | ------------------ |
| 2004 | Mega Charts Jubileumeditie                 | Ed Hoogeveen                       | Jubileumsbok som handlar om första tio år Mega Charts (på nederländska)          | ISBN 9789021540207 |
| 2013 | Mega Top 50 presenteert: 50 Jaar Hitparade | Bart Arens, Edgar Kruize, Ed Adams | Fullständiga nederländska hitlisthistoria, plus stort hitarkiv (på nederländska) | ISBN 9789000331000 |